# Boncukgöze
Boncukgöze (kurd. Boran) ist ein Dorf im Landkreis Karlıova der türkischen Provinz Bingöl. Boncukgöze liegt auf einer Hochebene in Ostanatolien auf 1750 m über dem Meeresspiegel, ca. 8 km südlich von Karlıova.
Der ursprüngliche Name der Ortschaft lautet Boran. Dieser Name ist beim Katasteramt registriert und wurde auch bei der Volkszählung im Jahre 1973 als Alternativbezeichnung verwendet.
1985 lebten 426 Menschen in Boncukgöze. 2009 hatte die Ortschaft 348 Einwohner.